# G.I. (Annoyed Grunt)
G.I. D'oh, llamado Recluta,¡Jo! en España y Homero en el ejército en Hispanoamérica, es el quinto episodio de la decimoctava temporada de la serie de televisión de dibujos animados Los Simpson. Se estrenó el 12 de noviembre de 2006 en Estados Unidos, el 17 de junio de 2007 en Hispanoamérica y el 13 de julio de 2008 en España. El episodio fue escrito por Daniel Chun y dirigido por Nancy Kruse. En este episodio, Homer se enrola en el ejército, pero su idiotez causa que todo el ejército lo siga por Springfield.

## Sinopsis
Todo comienza cuando dos alistadores del ejército van a la escuela de Bart Simpson y lo convencen a él y a varios niños de su escuela de alistarse en el ejército (excepto a Lisa Simpson que se opone); al llegar a su casa Bart le cuenta a su madre, Marge, que cuando tenga 18 años irá al ejército. Cuando Marge lee el papel, le dice a Homer que anule el alistamiento de Bart, Homer llega con un acuerdo con los alistadores: cancelan el alistamiento de Bart pero Homer se deja convencer y entra en el ejército. Tras pasar el tiempo, Homer es uno de los peores soldados en entrenamiento, así que su superior los manda a ir al bosque con un grupo de soldados de entrenamiento tan malos como Homer. Al estar en el bosque Homer activa un bengala cegando a los soldados graduados (ya que tenían lentes de visión nocturna), al darse cuenta Homer y su grupo se desvían para Springfield donde el ejército manda a invadir al pueblo.
Homer se esconde en la taberna de Moe, pero Moe los delata y el ejército, estando harto de buscar a Homer y a su grupo, empieza a disparar, pero al final Homer y el grupo se escapan. Mientras está en su casa, a Marge se le ocurre una idea: convocar a los habitantes de Springfield a la presa del pueblo, la que llenan de licor.
Cuando los militares beben licor en vez de agua, se emborrachan notoriamente. Al despertar, se encuentran con los habitantes del pueblo apuntándoles con sus armas, obligándoles a firmar la rendición. Pero en fin Homer sigue en el ejército, aunque no en combate, sino promocionando el ingreso a la Armada.